# Кайша Атаханова
Кайша Атаханова (нар. 18 липня 1957 р., Караганда, Казахстан) — казахська біолог, громадська діячка. Спеціалізується на генетичному впливі ядерної радіації. Завдяки активізації громадянського суспільства була нагороджена міжнародною премією з охорони навколишнього середовища Goldman у 2005 році за те, що вела кампанію з запобігання комерційного ввезення ядерних відходів до Казахстану.
Атаханова — засновниця і колишня керівниця Карагандинського екологічного центру (відомого як Екоцентр).

## Життєпис
Атаханова народилася в Караганді, Казахстан. Її батько був вугільником і воював у Другій світовій війні. Виростаючи, вона почувала себе комфортно на природі та виявляла сильний інтерес до тварин, що змусило її вивчати біологію та стати екологічним активістом.
Наслідки радіації вплинули на її родину, оскільки і її батьки, і її сестра померли від раку. У її єдиного рідного брата також був діагностований рак.

## Кар'єра та дослідження
Закінчивши біологічний факультет Карагандинського державного університету, Атаханова розпочала екологічні та біологічні дослідження. Вона зацікавилась впливом ядерних відходів у Казахстані, спеціалізувалася на генетичному впливі ядерної радіації на земноводних, зосередилась насамперед на жабах.
Вона проводила дослідження на Семипалатинському ядерному полігоні, також відомому як полігон, який був місцем випробовування для радянської ядерної зброї. Завдяки цьому дослідженню вона змогла вивчити вплив радіації на людей та тварин, які зазнали прямого впливу.
У 1992 році Кайша Атаханова заснувала Карагандинський екологічний центр (Екоцентр), що дозволило їй працювати безпосередньо з людьми, які постраждали від радіації. Метою цього центру було інформувати людей про те, як може вплинути радіація на їхні життєві умови. Через Екоцентр Атаханова змогла провести успішну кампанію щодо запобігання комерційного ввезення та захоронення ядерних відходів у Казахстані.

## Особисті досягнення
Атаханова є засновницею Екологічного центру Караганди, або Екоцентру, який зосереджується на захисті навколишнього середовища та просуванні демократичної. Вона також є членом-засновником Жіночого альянсу Землі (WEA), організація, яка прагне наділити можливостями жінок та оснастити їх навичками та інструментами, необхідними для захисту землі.
Кайша Атаханова є директором програми «Партнерство для Іновацій-Р4І», вона також є директоркою регіональних програм АРГО. З 2012 року в АРГО очолює регіональні програми, та здіснює стратегічне управління програми «Партнерство для Іновацій-Р4І» в країнах Центральної Азії і Азербайджані з 2016 року.

## Нагороди
2005 рік. Атаханова отримала екологічну премію Goldman